# Вульгрин I (граф Ангулема)
Вульгрин I (фр. Vulgrin I; умер 3 мая 886) — первый наследственный граф Ангулема и Перигора.
Сын графа Флавиньи Вульфгарда (Вульфарда) I и Сюзанны, вероятно, дочери графа Парижа Бего. Родоначальник дома Тайлефер, представители которого были графами Перигора (до конца X века) и Ангулема (до 1202 года).

## Биография
Вульгрин происходил из знатного франкского рода. Его мать, Сюзанна, происходила из знатного рода Жерардидов, породнившегося с Каролингами. Старший брат отца, Вульгрин, в 806 году был графом Ангулема и Перигора, другой же брат, Ильдуин, был аббатом Сен-Дени с 814 до 840 года. Старший брат самого Вульгрина, Адалард, был пфальцграфом короля Западно-Франкского королевства Карла II Лысого.
О его правлении практически ничего не известно. Согласно «Хронике» Адемара Шабанского, после гибели в 866 году в битве против норманнов графа Ангулема Эменон де Пуатье, для того, чтобы навести порядок в регионе и прекратить набеги норманнов король Карл Лысый назначил Вульгрина графом Ангулема и Перигора. Для того, чтобы защитить свои владения от набегов, Вульгрин построил большое число замков, в которых назначил верных людей.
«Ангулемские анналы» сообщают о смерти Вульгрина 3 мая 886 года. После его смерти владения были разделены между двумя сыновьями Вульгрина.

## Брак и дети
Жена: Регелинда (843/844 — ?), дочь маркиза Бернара Септиманского. От этого брака родились как минимум два сына и дочь:
- Алдуин I (ум. 916), граф Ангулема, родоначальник Ангулемской ветви
- Гильом I (ум. 920), граф Перигора, родоначальник Перигорской ветви
- Санча; муж: Адемар (ум. 926), граф де Пуатье 892—902, граф Лиможа 898

Также согласно Кристиану Сеттипани у Вульгрина была ещё одна дочь по имени Сенегонда, которая вышла замуж за Рамнульфа, виконта де Марильяк.